# Georg Schroeter (Musiker)
Georg Karl Schroeter (* 21. April 1964 in Koblenz) ist ein deutscher Bluesmusiker (Piano, Vocals).

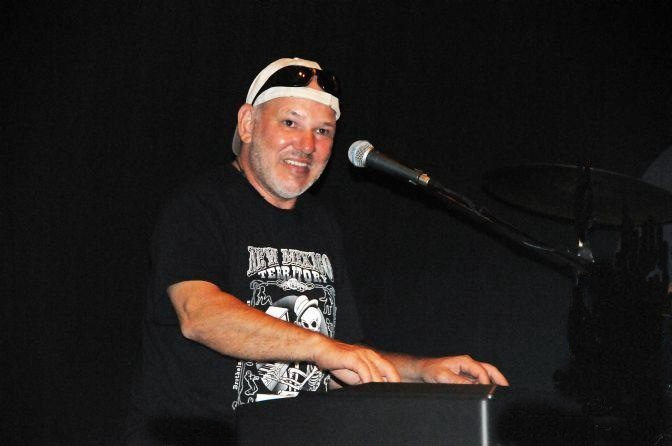
Georg Schroeter aufgenommen in Portland, USA 2011

## Leben und Wirken
Georg Schroeter verbrachte seine Kindheit zusammen mit vier Geschwistern auf Gut Panker in Schleswig-Holstein. Mit vier Jahren erhielt er klassischen Klavierunterricht. Nach seiner Schulzeit auf der Kooperativen Gesamtschule in Lütjenburg absolvierte er von 1980 bis 1984 eine Ausbildung zum Klavierbauer bei der Wilhelm Schimmel Pianofortefabrik in Braunschweig.
Ende der 1980er Jahre lernte Schroeter den Mundharmonikaspieler Marc Breitfelder und den Kieler Blues-Gitarristen und Sänger Daffy Deblitz kennen, mit denen er später die „Blues Manner Band“ gründete, und spielte unter anderem auch in Tallinn (Estland). Daneben trat er mit einer Korg CX-3 in Kombination mit einem Leslie und einem Roland RD 300 Digitalpiano mit der Southern Rock Band „White Lightnin’“ auf, die sich auf Songs von unter anderem B. B. King, Lynyrd Skynyrd, ZZ Top und den Allman Brothers spezialisiert hatte. Zudem bildete Schroeter mit Breitfelder und Deblitz das Trio „Jambirds“. Mit dem Kieler Sänger und Gitarristen Barni Söhnel entstand 1995 eine musikalische Zusammenarbeit und die CD Movin' On.
Als Session-Musiker spielte Schroeter in verschiedenen Bands und Formationen, überwiegend aber im Duo mit Breitfelder. Mit Tony Sheridan absolvierte er ab 1999 mehrere gemeinsame Tourneen und Konzerte. Geprägt wurde er besondere von Abi Wallenstein, mit dem er unter dem Namen „Spirit of the Blues“ auftritt, auch gemeinsam mit Martin Röttger und Marc Breitfelder.

## Diskografie
- 1995: Movin On, CD
- 1996: „Jambirds“, CD
- 1997: „42 Minutes“ CD
- 1998: „Live in Lahnstein“ CD
- 1999: „Jubilee“ CD
- 1999: „Since I fell for you“ CD
- 1999: „Piano Boogie Quartett – Live in Prag“ CD
- 2000: „Still Alive“, CD
- 2001: „Piano Boogie Quartett“, CD
- 2002: „Take a butchers knife“, CD
- 2005: The GerMans „That’s Alright“, CD
- 2007: Live in Sweden, CD
- 2010: Sugar & Spice LP, CD
- 2011: Live at BluesBaltica, CD
- 2012: The German Blues Project „Through The Storm“, CD
- 2012: Die 4 Pianeure „Big Boss Man“, CD
- 2014: „Dixieland Jubilee“, CD
- 2016: The Concert, CD
- 2020: Corona Lockdown Studio Blues, CD
- 2020: Dave Goodman Band „Make My Day“, CD
- 2021: „Abi Wallenstein's Spirit Of The Blues“, CD

## Preise und Auszeichnungen
- 2019: German Blues Awards, Kategorie Piano
- 2016: German Blues Awards, Kategorie Solo/Duo
- 2013: German Blues Awards, Kategorie Piano
- 2011: 1. Platz International Blues Challenge Memphis, Kategorie Solo/Duo, „Georg Schroeter & Marc Breitfelder“[3]
- 2010: German Blues Awards
- 2009: 1. Platz „Baltic Blues Challenge“
- 2009: 1. Platz „German Blues Challenge“[4]